# The Funeral of Being
Albums de Xasthur
Nocturnal Poisoning
(2002) Telepathic with the Deceased
(2004)
The Funeral of Being est le deuxième album du projet solo de black metal américain Xasthur. L'album est sorti le 21 octobre 2003 sous le label Blood Fire Death.
Selon le site de Metal Observer, il s'agit de très loin de l'album du groupe le plus agressif et le plus brutal du groupe.

## Musiciens
- Malefic - Chant, tous les instruments

## Liste des morceaux
1. The Awakening To The Unknown Perception Of Evil - 7:12
2. Tyrant Of Nightmares - 6:47
3. Intro - 1:02
4. Sigils Made Of Flesh And Trees - 5:18
5. Blood From The Roots Of The Forest Part II - 1:32
6. Blood From The Roots Of The Forest Part I - 8:50
7. Intro - 1:11
8. Bleak Necrotic Paleness - 2:29
9. Reflecting Hateful Energy - 7:55
10. Tyrant Of Nightmares (Darkened Winter Promo '01 version) - 5:29
11. Outro - 1:03